# 市川房枝

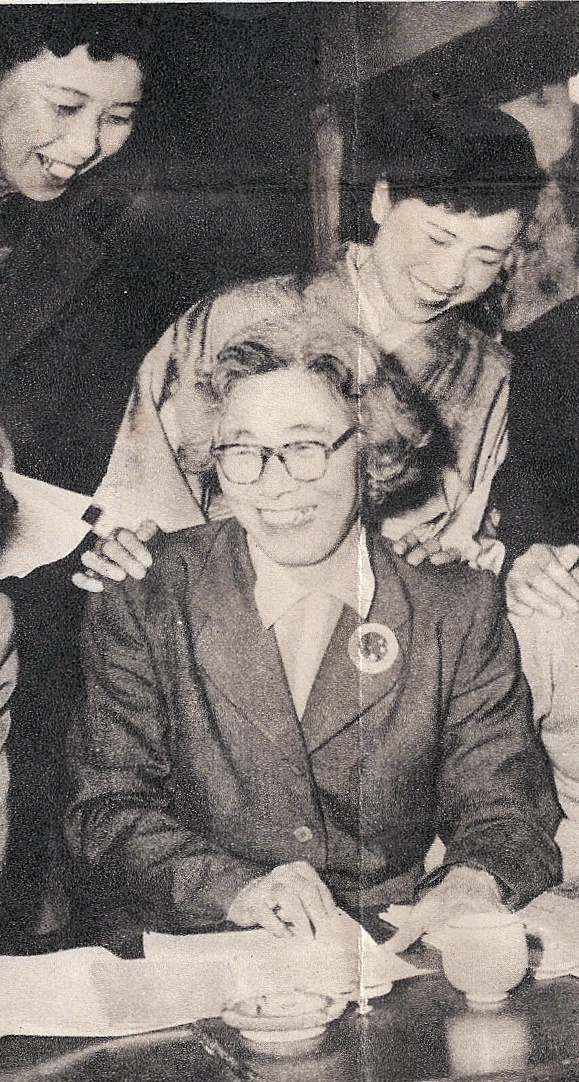
市川房枝（1953年）

市川房枝（日语：市川 房枝/いちかわ ふさえ，1893年5月15日—1981年2月11日），是一位日本女性主义者，政治家和女性参政权运动的领导人。市川是日本女性参政权的重要支持者，她的积极活动对1945年将选举权扩大到女性起到了一定的作用。

## 早年生活
1893年市川房枝出生于愛知縣中島郡的明地村的一个农民家庭，她排行第三，家里非常重视对她的教育，但她也目睹了父亲对比他小11岁的母亲的身體虐待。 1912年4月，她转学到名古屋市新成立的愛知县女子師範学校（爱知教育大学的前身），成为该校的第一届毕业生，她立志成为一名小学教师。上学时，她抗议贤妻良母教育，与同学一起实施罢课。在1910年代搬到东京后，她开始接触妇女运动。1917年回到爱知县，成为《名古屋新聞》第一位女记者。1920年，她与日本女权先驱平塚雷鳥共同创立了新婦人協会。

## 女性参政权

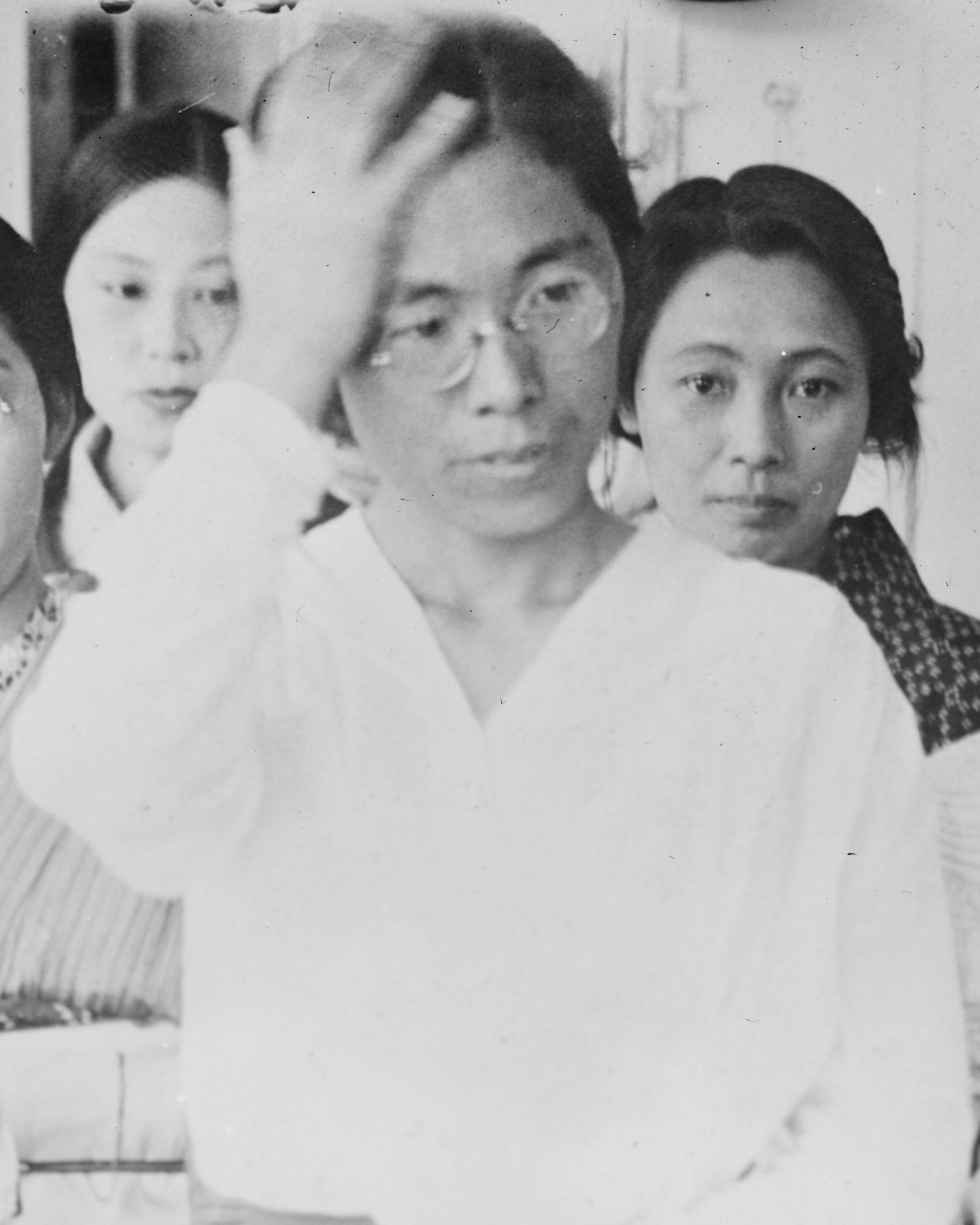
市川房枝在1920年代

新婦人協会是日本第一个专门为提高女性地位和福利而成立的组织。该组织在市川的领导下，致力于修改日本禁止女性参政的法律。由于 《治安警察法》第五条禁止妇女的集会和结社自由，该组织举办了被称为“讲座会”的活动来进一步推进她们的活动。该法律最终于1922年被国会推翻，随后该协会解散。
两年后，市川前往美国，在芝加哥和纽约工作，同时观察美国的妇女和劳工运动，并与美国女性参政权领袖艾麗斯·保羅取得联系。1924年返回日本，在國際勞工組織东京分部工作，创立了日本第一个女性选举权组织——日本婦人有权者同盟，并于1930年举办了日本有史以来第一次关于赋予女性参政权的全国大会。此外，她还参与了各种旨在保护母亲和儿童、保护生计的运动。1937年左右，她担任东京妇女会馆议员。市川与后来当选为参议院议员的山高茂密切合作。
战后占领时期，市川在确保女性选举权写入日本战后宪法方面发挥了重要作用，她认为赋予女性政治权力可能会阻止日本卷入如此毁灭性的战争。新日本妇人同盟作为一个致力于为妇女赢得选举权的组织开始运作，市川被任命为该组织的第一任主席。
市川的努力加上《波茨坦公告》的要求，促使日本在1945年11月给予妇女充分的选举权。

## 其他维权活动
市川参与的其他运动包括遏制选举腐败运动，这促进了1933年东京政治廉洁妇女协会的成立，以及官方政府办公室中央选举廉洁协会的成立，市川被任命为该协会的五名女性理事之一。第二次世界大战期间，市川被任命为中央国民精神动员会秘书长，该组织由日本政府成立，旨在增加民众对日本战争努力的支持。她还担任大日本妇女协会的理事，该协会协调私人支援组织的工作。
作为妇女问题的不懈倡导者，她组织并参加了日本和国际上的妇女会议，并于1980年成功敦促日本政府批准《消除對婦女一切形式歧視公約》。

## 政治生涯
市川旨在通过表现出与当时的国家政策（战争遂行）的合作，来为妇女获得政治权利。在1940年，解散妇女选举权联盟，使其并入妇女时事研究会。1942年，该妇女组织并入大日本妇女会。市川被纳入以大政翼赞会为中心的翼赞体制，并成为大日本言论报国会理事。
第二次世界大战后，市川最初因公职追放政策而遭到清洗并被排除在政治或政府职位之外。公职追放结束后她重返政坛，并于1953年作为東京都代表当选为参议院议员。她继续关注妇女相关的重要议题以及选举改革。她曾两次连任，但在二次竞选连任时失败，并于1971年卸任。
然而，1974年，时年81岁的市川被要求再次参选，并第四次当选国会议员。1980年，她以全国选区最高票数再次当选参议院议员。1981年在任期间她因心肌梗塞去世。2月13日，也就是她去世两天后，参议院全体会议向市川发表了吊唁讲话，并称赞她是一位永年在職議員。同年，她成为家乡爱知县尾西市（現一宮市）的名誉市民。

## 奖项
1974年，市川因其支持社会平等的努力而被授予拉蒙·麦格塞塞社区领袖奖。

## 延伸阅读
- Ichikawa, Fusae; Nuita, Yoko. . Frontiers: A Journal of Women Studies（英语：Frontiers: A Journal of Women Studies） (University of Nebraska Press). Autumn 1978, 3 (3): 58–62. JSTOR 3346332. doi:10.2307/3346332. - Interview of Ichikawa by Yoko Nuita
- Molony, Barbara. . Pacific Historical Review（英语：Pacific Historical Review） (加州大學出版社). February 2011, 80 (1): 1–27. JSTOR 10.1525/phr.2011.80.1.1. doi:10.1525/phr.2011.80.1.1.
- Vavich, Dee Ann. . Monumenta Nipponica（英语：Monumenta Nipponica） (上智大學). 1967, 22 (3/4): 402–436. JSTOR 2383075. doi:10.2307/2383075.
- . Portraits of Modern Japanese Historical Figures. 國立國會圖書館.   [2023-07-20]. （原始内容存档于2019-07-22）.
- 筑摩書房編集部 (编). . ちくま評伝シリーズ「ポルトレ」. 筑摩書房. 2015.
- . 人間の記録. 日本図書センター. 1999.
- 進藤久美子. . 現代史研究 (東洋英和女学院大学現代史研究所). 2011年3月, (7): 41–99  [2020-08-24].
- 進藤久美子. . 現代史研究 (東洋英和女学院大学現代史研究所). 2012年3月, (8): 1–45  [2020-08-24].
- 松本郁子. . 史料室だより (東洋英和女学院史料室委員会). 2018-05-10, (90).